# 豐儉院
豐儉院（ほうけんいん，生歿年不詳）江戶幕府13代將軍德川家定的側室。名志賀（しが），又稱於志賀之方（お志賀の方）。父親為旗本堀利邦。法名豐儉院。
作為體弱的家定在大奧唯一的側室而備受寵愛。家定去世後，搬到櫻田御用屋敷直到明治維新初年過世，都過著寬裕的生活。

## 飾演演員

### 電視劇
- NHK大河劇
  - 『篤姬』(2008年 鶴田真由（日语：鶴田真由）飾演)